# Xylotrechus deletus
Xylotrechus deletus là một loài bọ cánh cứng trong họ Cerambycidae.